# Nazanin Boniadi
Nazanin Boniadi (Perzisch: نازنین بنیادی; Teheran, 22 mei 1980) is een Iraans actrice.
Boniadi werd geboren in Iran en emigreerde tijdens de Iraanse Revolutie met haar ouders naar Londen. Tijdens haar studie verhuisde ze naar Californië, waar ze een bachelor's degree, cum laude in de biologische wetenschap behaalde aan de Universiteit van Californië - Irvine. Boniadi veranderde haar carrière-richting en begon in 2006 een carrière met acteren. Haar eerste grote rol was in de soapserie General Hospital als Leyla Mir. Ook speelde ze in tiental andere series waaronder Homeland met de rol van Fara Sherazi. Op het witte doek speelde ze voornamelijk bijrollen, waaronder in Iron Man en de remake Ben-Hur uit 2016. Boniadi werd met de series General Hospital en Homeland genomineerd voor een acteerprijs.